# 頭七 (2022年電影)
《頭七》（英語：Funeral）是一部2022年上映的臺灣恐怖劇情片，由牽猴子股份有限公司發行。由沈丹桂執導。由任家萱、吳以涵、陳以文、林郁智、陳家逵、高宇蓁主演。此電影是一部以台灣傳統習俗為題材的恐怖鬼片，也是任家萱Selina首部擔綱主演的電影。

## 演員
| 演員   | 角色名稱 | 角色介紹   |
| ------ | -------- | ---------- |
| 任家萱 | 李春華   |            |
| 吳以涵 | 李沁萱   | 李春華女兒 |
| 陳以文 | 李傳財   | 李春華爸爸 |
| 林郁智 | 李傳德   | 李春華叔叔 |
| 高宇蓁 | 李秋華   | 李春華姊姊 |
| 陳家逵 | 法師     | 李傳德朋友 |
| 鄧志鴻 |          | 李春華阿公 |
| 赫容   | 王玉珍   | 李春華媽媽 |

## 迴響

### 票房
4月1日電影正式上映，上映首週票房1600萬，上映一週後已突破2000萬元，上映兩週後，票房突破2500萬元。

## 音樂
| 曲別   | 歌曲名稱   | 作詞 | 作曲      | 演唱者 | 備註                                         |
| 主題曲 | 黑夜中相擁 | 鄭興 | Ice Paper | 任家萱 | 收錄在任家萱個人專輯《往美的路我要自己作主》 |

## 外部連結
- 頭七的Facebook專頁
- 互联网电影数据库（IMDb）上《頭七》的资料（英文）
- 台灣電影網上《頭七》的資料（繁體中文）